# Anthony de la Roché

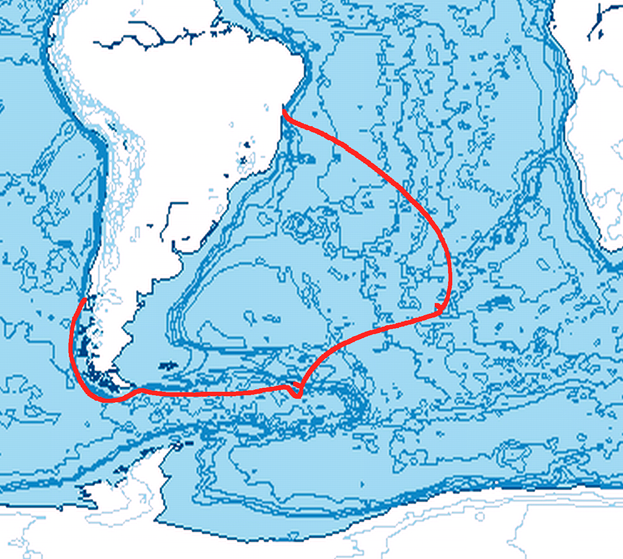
Reise des englischen Händlers
Anthony de la Roché 1675

Anthony de la Roché (* in London; auch bekannt als Antoine de la Roché, Antonio de la Roché oder Antonio de la Roca) war ein englischer Händler. Sein Vater war ein französischer Hugenotte, seine Mutter war Engländerin. 1675 kam er auf einer Geschäftsreise von Südamerika nach Europa durch einen Sturm vom Kurs ab, gelangte nach Südgeorgien und machte damit die erste Landentdeckung südlich der Antarktischen Konvergenz.

## Entdeckung Südgeorgiens

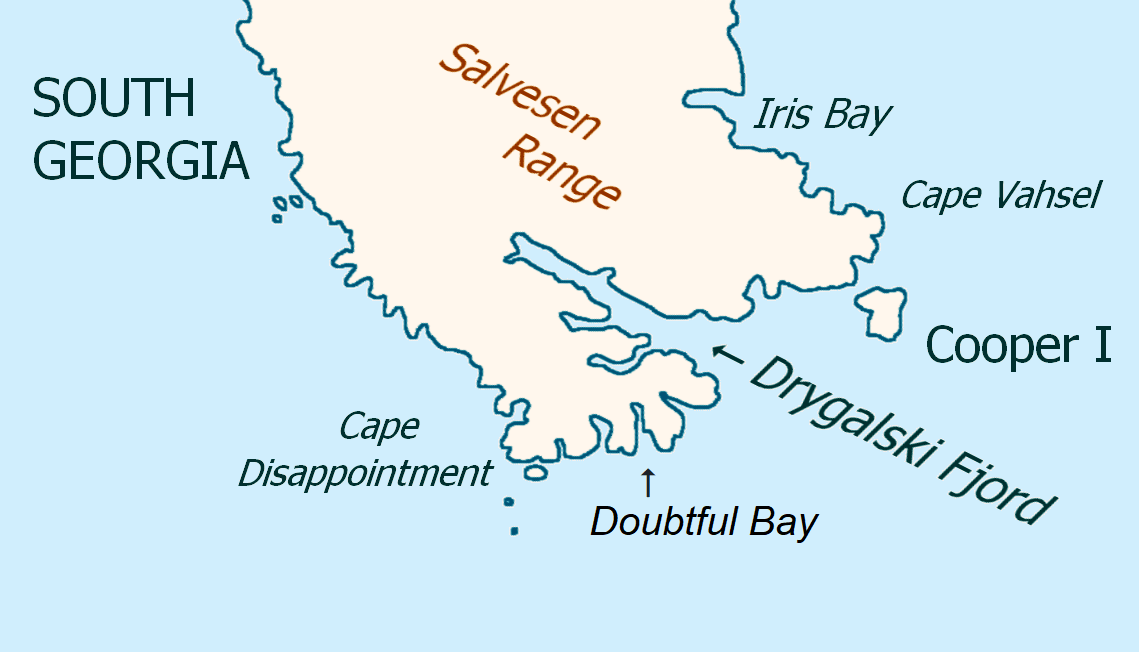
Der Drygalski-Fjord, der wahrscheinliche Platz La Rochés Aufenthalts

Nachdem La Roché in Hamburg ein 350-Tonnen-Schiff erworben und von den spanischen Behörden die Erlaubnis erhalten hatte, in Hispanoamerika Handel zu treiben, erreichte er im Mai 1674 die Kanaren und im Oktober den Hafen von Callao im Vizekönigreich Peru, indem er durch die Le-Maire-Straße und um Kap Hoorn segelte. Auf seinem Rückweg von Chiloé nach Salvador da Bahia im April 1675 umrundete er erneut Kap Hoorn und wurde anschließend in den schwierigen Gewässern bei der Isla de los Estados von einem Sturm überrascht. Es gelang ihm weder, wie gewünscht, die Le-Maire-Straße zu erreichen, noch die östliche Extremität der Isla de los Estados zu umrunden, er wurde stattdessen weit in den Osten abgetrieben. Schließlich fand er Schutz in einer der südlichen Buchten Südgeorgiens – laut einigen Experten möglicherweise im Drygalski-Fjord – wo das Schiff für zwei Wochen vor Anker lag.

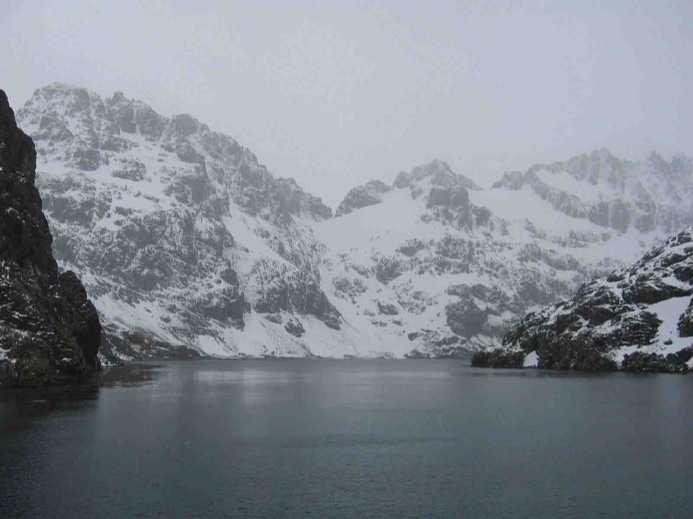
Der Drygalski-Fjord

Laut der kurz nach dem Ereignis veröffentlichten Erzählung fand La Roché „eine Bucht, in der sie nahe einem Kap ankerten, das sich (…) nach Südosten erstreckt“. Das umgebende vergletscherte Gebiet wurde beschrieben als „Schneeberge nahe der Küste, mit viel schlechtem Wetter“. Als das Wetter sich besserte, setzte das Schiff Segel, und während man die südliche Extremität von Südgeorgien umrundete, sichtete man die Clerke Rocks weiter im Südosten.
Kapitän James Cook war die Entdeckung La Rochés bekannt, er erwähnte sie in seinem Schiffsjournal, während man sich Südgeorgien im Januar 1775 näherte, um erste Landungen vorzunehmen, diese für das Vereinigte Königreich in Besitz zu nehmen und eine erste Karte der Insel zu erstellen.

## Frühe Landung auf der Gough-Insel

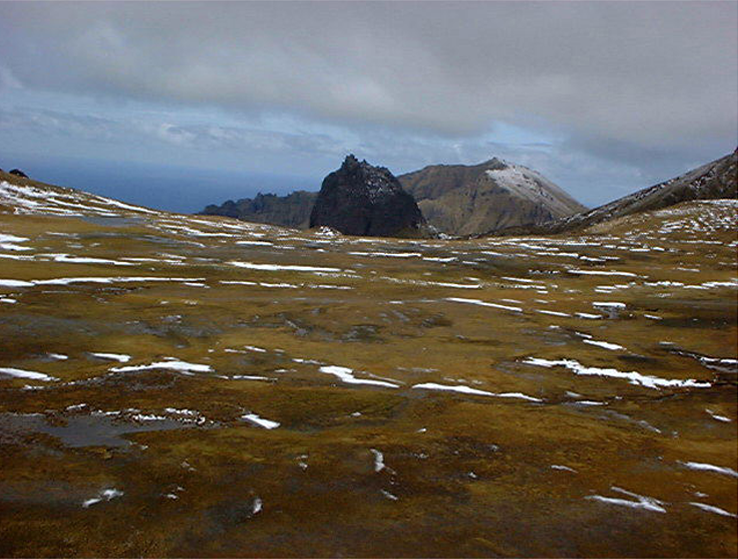
Die Insel Gonçalo Alvares bzw. Gough

Einige Tage nach seiner Abfahrt von Südgeorgien segelten La Roché und seine Mannschaft zu einer weiteren unbewohnten Insel, „wo sie Wasser, Holz und Fisch fanden“ und sechs Tage verbrachten, „ohne irgendeinen Menschen zu sehen“, womit, nach der Meinung einiger Historiker, die erste Landung auf der südatlantischen Gough-Insel gemeint war, die im Juli 1505 durch den portugiesischen Seefahrer Gonçalo Álvares entdeckt wurde, nach dem sie vorerst benannt worden ist;
La Roché erreichte den brasilianischen Hafen Salvador und kam schließlich am 29. September 1675 in La Rochelle, Frankreich, an.

## Karten, die La Rochés Entdeckung zeigen
Bald nach der Reise begannen Kartographen, „Roché Island“, und „Straits de la Roche“, die die Insel von einem unbekannten Land im Südosten trennten, einzuzeichnen und damit den Entdecker zu ehren. Vor allem erschien das neuentdeckte Land auf den folgenden Karten des 17. Jahrhunderts:
- L’Isle, Guillaume de; J. Covens & C. Mortier. (1700/20). L’Amerique Meridionale. Paris.
- Chatelain, Henry A. (1705/19). Nouvelle Carte de Geographie de la Partie Meridionale de la Amerique. Amsterdam.
- L’Isle, Guillaume de & Henry A. Chatelain. (1705/19). Carte du Paraguai, du Chili, du Detroit de Magellan. Paris.
- Lens, Bernard & George Vertue. (ca. 1710). Map of South America. London.
- Price, Charles. (ca. 1713). South America corrected from the observations communicated to the Royal Society’s of London and Paris. London.

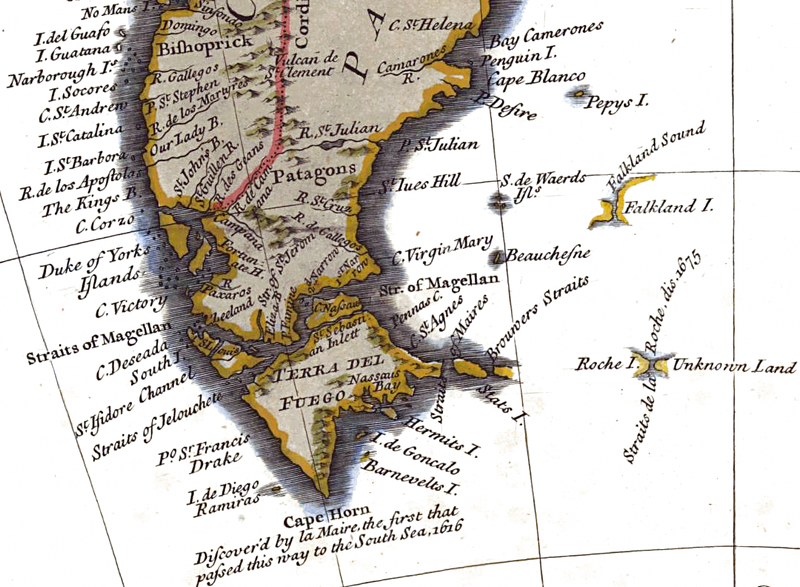
Fragment von Seales Karte (um 1745), das „Roche Island“ zeigt

- De Fer, Nicolas. (1720). Partie La Plus Meridionale de L’Amerique, ou se trouve Le Chili, Le Paraguay, et Les Terres Magellaniques avec les Fameux Detroits de Magellan et de le Maire. Paris.
- Homann Heirs. (1733). Typus Geographicus Chili a Paraguay Freti Magellanici. Nürnberg.
- Moll, Herman. (1736). A map of Chili, Patagonia, La Plata and ye South Part of Brasil. London.
- L’Isle, Guillaume de & Girolamo Albrizzi. (1740). Carta Geografica della America Meridionale. Venedig.
- Seale, Richard W. (ca. 1745). A Map of South America. With all the European Settlements & whatever else is remarkable from the latest & best observations. London.
- Cowley. (ca. 1745). A Map of South America. London.
- Gibson, John. (1753). South America. London.
- Jefferys, Thomas. (1768). South America. London.

Die zweite jemals erstellte Karte von Südgeorgien wurde 1802 von Kapitän Isaac Pendleton des US-amerikanischen Robbenjagdschiffes Union gezeichnet und vom italienischen Polarkartographen Arnaldo Faustini 1906 reproduziert. Sie trug den Titel Südgeorgien: Entdeckt vom Franzosen La Roché im Jahre 1675. (Pendleton irrte sich in Bezug auf La Rochés Nationalität, wohl aufgrund seines französischen Nachnamens.)

## Ehrungen

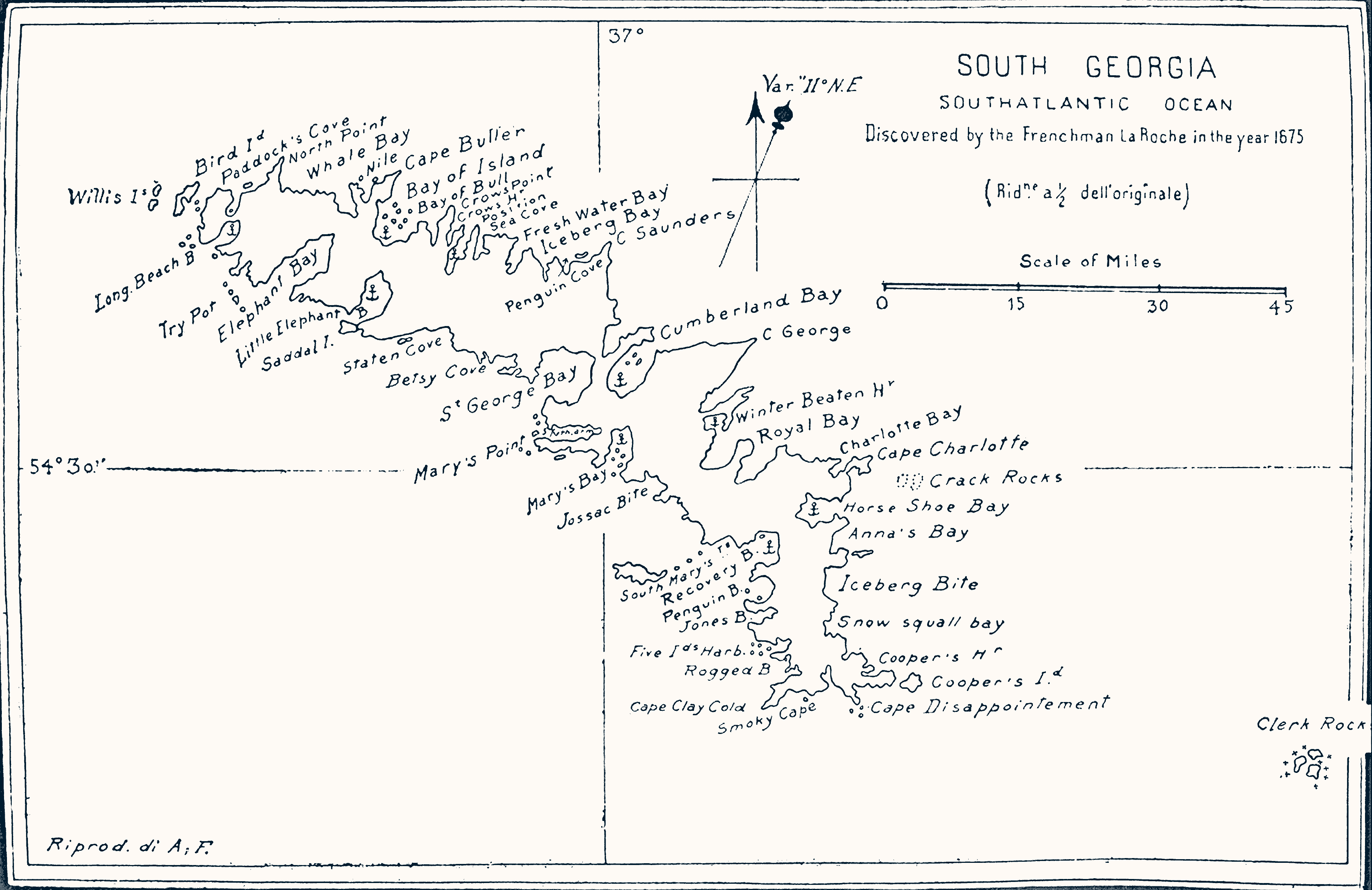
Pendletons Karte von Südgeorgien (1802)

Roché Peak, die höchste Erhebung auf Bird Island, ist nach Anthony de la Roché benannt.